# Lucas Fratzscher
Lucas Fratzscher (Suhl, 6 de julio de 1994) es un deportista alemán que compite en biatlón. Ganó seis medallas en el Campeonato Europeo de Biatlón entre los años 2019 y 2025.

## Palmarés internacional
| Campeonato Europeo | Campeonato Europeo           | Campeonato Europeo | Campeonato Europeo |
| Año                | Lugar                        | Medalla            | Prueba             |
| ------------------ | ---------------------------- | ------------------ | ------------------ |
| 2019               | Minsk-Raubichi (Bielorrusia) | Medalla de plata   | Relevo mixto       |
| 2022               | Arber (Alemania)             | Medalla de plata   | Relevo mixto       |
| 2022               | Arber (Alemania)             | Medalla de bronce  | Velocidad          |
| 2022               | Arber (Alemania)             | Medalla de bronce  | Persecución        |
| 2023               | Lenzerheide (Suiza)          | Medalla de plata   | Relevo mixto       |
| 2025               | Martello (Italia)            | Medalla de plata   | Relevo             |